# Saint-Père-en-Retz
Pour les articles homonymes, voir Saint-Père.
Saint-Père-en-Retz [sɛ̃ pɛʁ ɑ̃ ʁɛ]  est une commune de l'Ouest de la France, située dans le département de la Loire-Atlantique, en région Pays de la Loire.
En 2022, l'Insee recense 4 701 Pereziens.

## Géographie

Situation de la commune de Saint-Père-en-Retz dans le département de la Loire-Atlantique

La commune fait partie de la Bretagne historique, dans le pays traditionnel du pays de Retz et dans le pays historique du Pays nantais.
Saint-Père-en-Retz est située en plein bocage du pays de Retz, à 45 km à l'ouest de Nantes et 25 km au sud-ouest de Saint-Nazaire, à une dizaine de kilomètres de la Loire, au nord, et de l'Océan Atlantique à l'ouest. La commune est traversée par le Boivre.
Selon le classement établi par l’Insee en 1999, Saint-Père-en-Retz est une commune rurale non polarisée (cf. Liste des communes de la Loire-Atlantique).
| Corsept                | Paimbœuf           |                                       |
| Saint-Brevin-les-Pins  | Saint-Père-en-Retz | Saint-Viaud                           |
| Saint-Michel-Chef-Chef | Pornic             | Arthon-en-Retz Chaumes-en-Retz Chauvé |

### Climat
Pour des articles plus généraux, voir Climat des Pays de la Loire et Climat de la Loire-Atlantique.
En 2010, le climat de la commune est de type climat océanique franc, selon une étude du CNRS s'appuyant sur une série de données couvrant la période 1971-2000. En 2020, Météo-France publie une typologie des climats de la France métropolitaine dans laquelle la commune est exposée à un climat océanique et est dans la région climatique Bretagne orientale et méridionale, Pays nantais, Vendée, caractérisée par une faible pluviométrie en été et une bonne insolation.
Pour la période 1971-2000, la température annuelle moyenne est de 12,3 °C, avec une amplitude thermique annuelle de 12,9 °C. Le cumul annuel moyen de précipitations est de 837 mm, avec 12,5 jours de précipitations en janvier et 6,4 jours en juillet. Pour la période 1991-2020, la température moyenne annuelle observée sur la station météorologique de Météo-France la plus proche, « Pte de Chemoulin », sur la commune de Saint-Nazaire à 15 km à vol d'oiseau, est de 13,1 °C et le cumul annuel moyen de précipitations est de 595,3 mm,. Pour l'avenir, les paramètres climatiques de la commune estimés pour 2050 selon différents scénarios d'émission de gaz à effet de serre sont consultables sur un site dédié publié par Météo-France en novembre 2022.

## Urbanisme

### Typologie
Au 1er janvier 2024, Saint-Père-en-Retz est catégorisée bourg rural, selon la nouvelle grille communale de densité à sept niveaux définie par l'Insee en 2022.
Elle appartient à l'unité urbaine de Saint-Père-en-Retz, une unité urbaine monocommunale constituant une ville isolée,. Par ailleurs la commune fait partie de l'aire d'attraction de Saint-Père-en-Retz, dont elle est la commune-centre,. Cette aire, qui regroupe 1 communes, est catégorisée dans les aires de moins de 50 000 habitants,.

### Occupation des sols
L'occupation des sols de la commune, telle qu'elle ressort de la base de données européenne d’occupation biophysique des sols Corine Land Cover (CLC), est marquée par l'importance des territoires agricoles (92,1 % en 2018), en diminution par rapport à 1990 (96,8 %). La répartition détaillée en 2018 est la suivante : 
zones agricoles hétérogènes (47,1 %), terres arables (25,9 %), prairies (19,2 %), zones urbanisées (4 %), forêts (2 %), zones industrielles ou commerciales et réseaux de communication (1,1 %), zones humides intérieures (0,7 %), espaces verts artificialisés, non agricoles (0,1 %). L'évolution de l’occupation des sols de la commune et de ses infrastructures peut être observée sur les différentes représentations cartographiques du territoire : la carte de Cassini (XVIIIe siècle), la carte d'état-major (1820-1866) et les cartes ou photos aériennes de l'IGN pour la période actuelle (1950 à aujourd'hui).

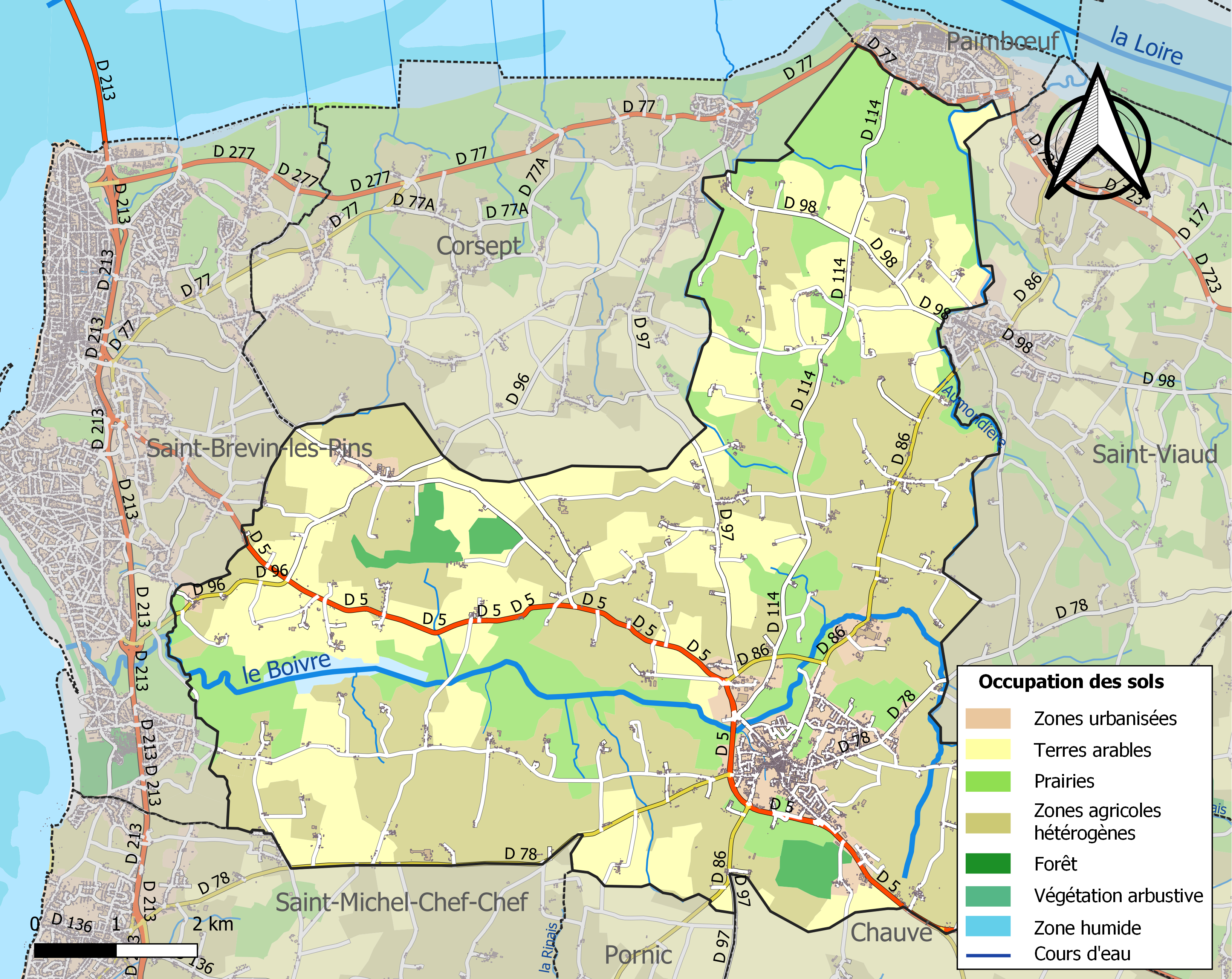
Carte des infrastructures et de l'occupation des sols de la commune en 2018 (CLC).

## Toponymie
Le nom de Saint-Père-en-Retz est attesté sous les formes latine Sanctus Petrus de Radesio en 1060, Sanctus Petrus en 1123.
Du nom latin Petrus bretonnisé[réf. nécessaire] (car Per n'est pas le nom d'un saint fondateur (église celtique), mais celui du premier pape (église romaine).
La commune se situe au nord de la zone de transition linguistique entre le gallo et le poitevin. En gallo, le nom s'écrit Saint-Père ou Saint-Pére selon l'écriture ABCD.
Durant la Révolution, la commune porte le nom de Fraternité.
Son nom fut traduit en breton en Sant-Pêr-Raez à la fin du XXe siècle.

## Histoire
La paroisse fut confiée aux moines de l'Abbaye de Marmoutier située en Touraine[réf. nécessaire].
Devenu par la suite possession de Jean de Montfort, le territoire paroissial va changer de mains. En effet, après la mort du duc Jean III de Bretagne en avril 1341, un conflit successoral oppose Jean de Montfort à Charles de Blois pour la succession de Bretagne. Le roi de France Phillipe VI arbitre en faveur de son neveu, Charles de Blois. Saint-Père-en-Retz devint alors possession du royaume[réf. nécessaire].
À Saint-Père-en-Retz, sous l'Ancien Régime, existaient deux paroisses sur la commune actuelle, celle de Saint-Père et celle de Sainte-Opportune qui devint une commune mais fut rapidement supprimée (1793) et rattachée à Saint-Père.
La Seconde Guerre mondiale se prolongea, à Saint-Père-en-Retz et dans les localités voisines de l'estuaire, 9 mois de plus que dans le reste de la France : c'est l'épisode de la « Poche de Saint-Nazaire » qui dura du 12 août 1944 au 11 mai 1945. Durant cette période, un événement dramatique connu sous le nom de « catastrophe du Boivre » survint le 17 mars 1945 : quinze habitants, réquisitionnés par les Allemands furent tués par l'explosion en chaîne de plus de 200 mines anti-char,. Plusieurs odonymes locaux rappellent cette tragédie (« Rue du 17-Mars-1945 » et « Allée du 17-Mars-1945 »).

## Politique et administration

La communauté de communes du Sud-Estuaire dans le département de l'Loire-Atlantique.

### Rattachements administratifs et électoraux
La commune se trouve dans l'arrondissement de Saint-Nazaire du département de Loire-Atlantique. Pour l'élection des députés, elle fait partie depuis 1986 de la neuvième circonscription de la Loire-Atlantique.
Elle était depuis 1801 le chef-lieu du canton de Saint-Père-en-Retz. Dans le cadre du redécoupage cantonal de 2014 en France, elle est désormais intégrée au canton de Saint-Brevin-les-Pins.

### Intercommunalité
La commune fait partie de la communauté de communes du Sud-Estuaire (CCSE), créée en 1996.

### Démocratie participative
La commune s'est dotée depuis 2008 d'un conseil municipal d'enfants.

## Population et société

### Démographie

#### Évolution démographique
L'évolution du nombre d'habitants est connue à travers les recensements de la population effectués dans la commune depuis 1793. Pour les communes de moins de 10 000 habitants, une enquête de recensement portant sur toute la population est réalisée tous les cinq ans, les populations de référence des années intermédiaires étant quant à elles estimées par interpolation ou extrapolation. Pour la commune, le premier recensement exhaustif entrant dans le cadre du nouveau dispositif a été réalisé en 2004.

En 2022, la commune comptait 4 701 habitants, en évolution de +3,25 % par rapport à 2016 (Loire-Atlantique : +6,68 %, France hors Mayotte : +2,11 %).
| 1793  | 1800  | 1806  | 1821  | 1831  | 1836  | 1841  | 1846  | 1851  |
| ----- | ----- | ----- | ----- | ----- | ----- | ----- | ----- | ----- |
| 1 538 | 1 973 | 3 067 | 2 359 | 2 500 | 2 665 | 2 679 | 2 862 | 2 977 |

| 1856  | 1861  | 1866  | 1872  | 1876  | 1881  | 1886  | 1891  | 1896  |
| ----- | ----- | ----- | ----- | ----- | ----- | ----- | ----- | ----- |
| 3 068 | 3 086 | 3 094 | 3 064 | 2 954 | 2 983 | 3 010 | 3 024 | 3 026 |

| 1901  | 1906  | 1911  | 1921  | 1926  | 1931  | 1936  | 1946  | 1954  |
| ----- | ----- | ----- | ----- | ----- | ----- | ----- | ----- | ----- |
| 2 963 | 3 017 | 2 969 | 2 733 | 2 652 | 2 608 | 2 549 | 2 520 | 2 608 |

| 1962  | 1968  | 1975  | 1982  | 1990  | 1999  | 2004  | 2006  | 2009  |
| ----- | ----- | ----- | ----- | ----- | ----- | ----- | ----- | ----- |
| 2 739 | 2 682 | 2 627 | 2 917 | 3 250 | 3 457 | 3 803 | 3 843 | 4 113 |

| 2014  | 2019  | 2022  | - | - | - | - | - | - |
| ----- | ----- | ----- | - | - | - | - | - | - |
| 4 350 | 4 576 | 4 701 | - | - | - | - | - | - |

#### Pyramide des âges
La population de la commune est relativement jeune.
En 2018, le taux de personnes d'un âge inférieur à 30 ans s'élève à 36,2 %, soit en dessous de la moyenne départementale (37,3 %). À l'inverse, le taux de personnes d'âge supérieur à 60 ans est de 24,6 % la même année, alors qu'il est de 23,8 % au niveau départemental.
En 2018, la commune comptait 2 267 hommes pour 2 303 femmes, soit un taux de 50,39 % de femmes, légèrement inférieur au taux départemental (51,42 %).
Les pyramides des âges de la commune et du département s'établissent comme suit.
| Hommes | Classe d’âge | Femmes |
| ------ | ------------ | ------ |
| 0,4    | 90 ou +      | 1,4    |
| 5,4    | 75-89 ans    | 8,2    |
| 17,0   | 60-74 ans    | 16,7   |
| 20,2   | 45-59 ans    | 20,0   |
| 19,7   | 30-44 ans    | 18,5   |
| 16,4   | 15-29 ans    | 15,0   |
| 20,9   | 0-14 ans     | 20,2   |

| Hommes | Classe d’âge | Femmes |
| ------ | ------------ | ------ |
| 0,6    | 90 ou +      | 1,8    |
| 6      | 75-89 ans    | 8,6    |
| 15,1   | 60-74 ans    | 16,4   |
| 19,4   | 45-59 ans    | 18,8   |
| 20,1   | 30-44 ans    | 19,3   |
| 19,2   | 15-29 ans    | 17,4   |
| 19,5   | 0-14 ans     | 17,6   |

## Économie
Un site de production de la biscuiterie Saint-Michel est implanté dans la commune.
L'éditeur de jeu Lui-même (Les Loups-garous de Thiercelieux) y est également implanté.

## Culture locale et patrimoine

### Lieux et monuments

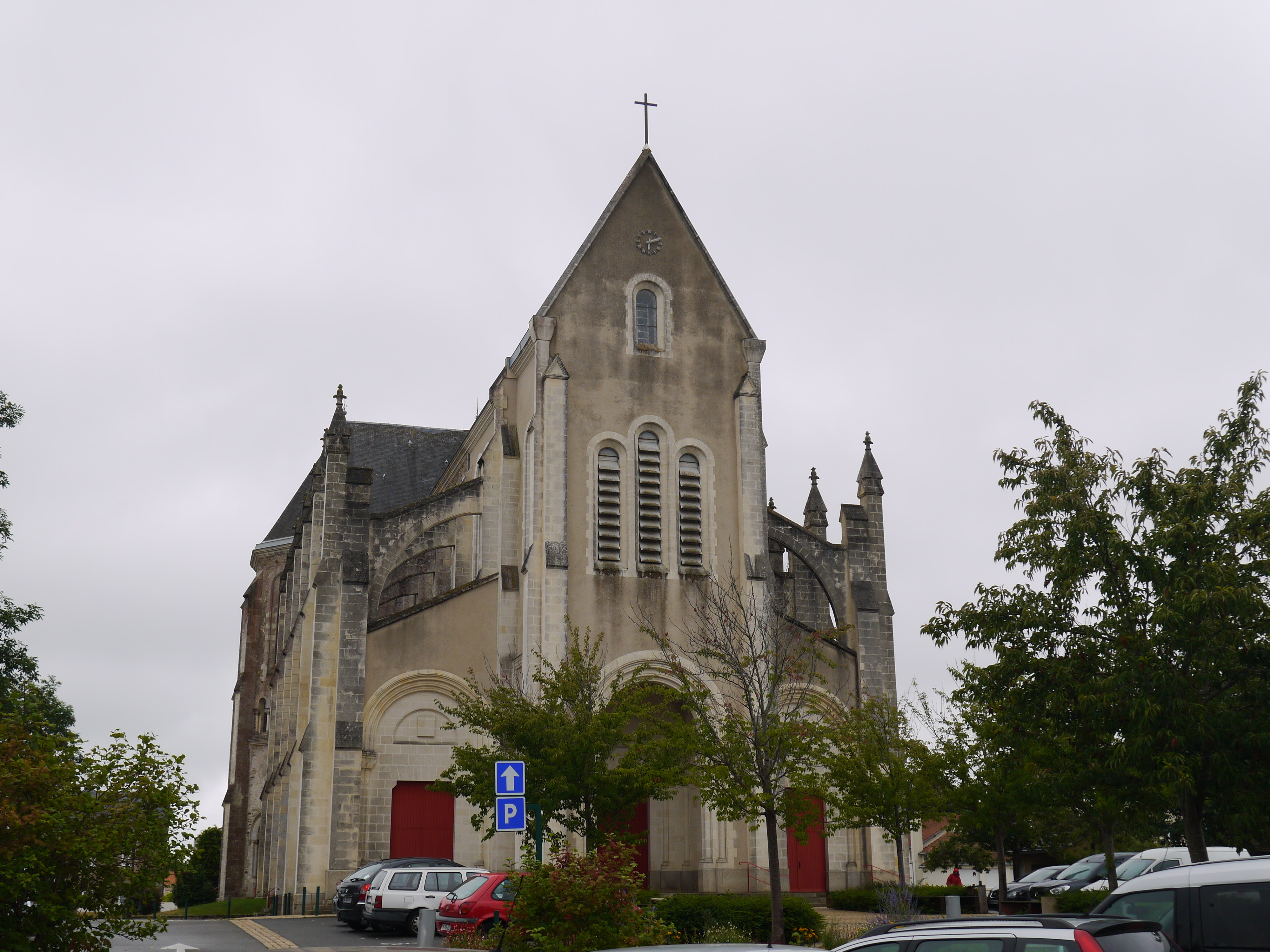
L'église Saint-Pierre.

- Menhir de la Riveraie : menhir inscrit au titre des monuments historiques en 1984[30].
- Église Saint-Pierre datant du XIXe siècle, dont l'architecte Émile Perrin, n'était autre que le frère du curé de l'époque. Elle possède la plus haute nef du pays de Retz ; l'église contient une relique de la Vraie croix[31] ;
- Butte de Sainte Opportune, où autrefois était édifiée l'église de Sainte Opportune ;
- Château de la Pinelais
- Château de la Verrie (en ruines). Commandé sous Louis XIV par René de Bruc de Montplaisir, marquis de la Guerche (à Saint-Brévin), à l'architecte Charles Suzerain, il a brûlé en 1936, et n'a pas été reconstruit.
- Conservatoire du pays de Retz, qui présente des collections d'outils du XIXe siècle, environ 2 000 pièces, comprenant notamment la donation Ecomard-Courtois, qui représente une collection de plus de 400 instruments, objets, œuvres d'art, et une voiture à pédales, en bois de citronnier, de 1906 ;
- Lavoir et musée du Lavoir ;
- Stade du grand Fay où évolue un grand club de foot.

### Personnalités liées à la commune
- Louis Pommeraye (1806-1850), promoteur du célèbre passage Pommeraye à Nantes, né et mort à Saint-Père-en-Retz.
- Francis Aupiais (1877-1945), prêtre de la société des Missions africaines, député du Togo-Dahomey.
- René Leduc, aviateur, concepteur et constructeur amateur, détenteur de sept records du monde et d'altitude[32].

### Héraldique
| Blason | Blasonnement : D'or à la croix de sable, cantonnée au premier de deux clefs du même passées en sautoir, les pannetons en haut, et au quatrième à la croix de gueules des chevaliers du Temple. Commentaires : Ce blason évoque le blasonnement du pays de Retz : d'or à la croix de sable, rappelant l'appartenance de Saint-Père-en-Retz au pays de Retz ; la croix du Temple rappelle la commanderie des Biais ; les clés sont celles de Saint Pierre, patron de la paroisse. Blason conçu par M. Ferrand (délibération municipale du 30 mars 1946). Saint Pierre, le « prince des apôtres », a reçu "les clés du Royaume", avec la capacité de "lier et délier sur Terre comme dans les cieux" (évangile de Matthieu, 16:19 ; souvent, une clé est d'argent, terrestre, l'autre d'or, céleste ; ce n'est pas le cas ici pour des raisons de contraste). |